# Сека (фараон)
Секу, или Сека — древнеегипетский фараон додинастического периода, правивший в дельте Нила (вероятно, в Буто) в конце IV тысячелетия до н. э. и условно относящийся к нулевой династии.
Его имя известно только из Палермского камня в надписи-списке фараонов Нижнего Египта, имена которых сохранились на поверхности плиты до наших дней, вторым по счёту. О его правлении ничего не известно, какие-либо археологические находки, связанные с ним, отсутствуют. Поскольку какие-либо материальные доказательства существования этого царя отсутствуют, он, как все додинастические фараоны, перечисленные на Палермском камне, может быть мифическим царем, память о котором сохранилась в устной народной традиции, или же и вовсе вымышленной генеалогической персоналией.
По мнению немецкого египтолога Людвига Д. Моренца, имя фараона в переводе приблизительно может означать «пахарь» (нем. Der Pflüger).

## Имя
|  |

|  |

|  |

|  |

|  |

|  |

|  |

|  |

| s | kA |

| s | kA |